# Franciszek Yun Ji-heon
Franciszek Yun Ji-heon (ur. 1764 w Jinsan, zm. 24 października 1801 w Jeonju) – koreański męczennik i błogosławiony Kościoła katolickiego.

## Życiorys
Był młodszym bratem Pawła Yun Ji-chunga od którego nauczył się katechizmu. W 1787 roku przyjął chrzest z rąk Piotra Yi Seung-huna, a w 1795 roku sakrament z rąk Jakuba Zhou Wenmo.
Franciszek Yun Ji-heon zajmował się głównie nauczaniem katechizmu. Został aresztowany w czasie prześladowań antykatolickich i był wielokrotnie przesłuchiwany i torturowany. Zginął śmiercią męczeńską 24 października 1801 roku. 
Dnia 16 sierpnia 2014 został beatyfikowany przez papieża Franciszka w grupie 124 męczenników koreańskich.